# Gustave Haguenin
Gustave Haguenin est un homme politique français né le 13 avril 1849 à Bazancourt (Marne) et décédé le 13 février 1927 à Bazancourt.
Agriculteur, il est conseiller municipal de Bazancourt en 1876, adjoint en 1878 et maire de 1879 à 1925. Conseiller d'arrondissement de 1895 à 1898, conseiller général du canton de Bourgogne de 1898 à 1913, il est député de la Marne de 1906 à 1914, inscrit au groupe de la Gauche démocratique.

## Biographie
Candidat républicain radical aux élections législatives de 1906, il est élu député le 6 mai, au premier tour, face à M. de Granrut, libéral, à M. Gavreau, progressiste, et à M. Grunvallet, socialiste unifié. Membre de diverses commissions dont la commission des octrois et la commission des douanes, il intervint à propos de la législation relative au divorce, à la légitimation des enfants adultérins et en matière budgétaire sur la publication des rôles des impôts. Il était inscrit au groupe de la gauche démocratique.
Réélu en 1910 face à M. Dubois, progressiste, il continua d'appartenir à la commission des douanes. Il déposa une proposition de loi en faveur des victimes d'un orage de grêle dans la commune d'Hermonville et intervint à propos de la suppression des périodes territoriales, des routes départementales, de la reconstitution du vignoble et de la législation sur la chasse.
il ne se represente pas aux élections législatives de 1914 et est remplacé par Pierre Forgeot

## Distinctions
- Chevalier de la Légion d'honneur[1]
- Officier de l'ordre du Mérite agricole
- Médaille commémorative de la guerre 1870-1871

## Sources
- « Gustave Haguenin », dans Adolphe Robert et Gaston Cougny, Dictionnaire des parlementaires français, Edgar Bourloton, 1889-1891 [détail de l’édition]
- « Gustave Haguenin », dans le Dictionnaire des parlementaires français (1889-1940), sous la direction de Jean Jolly, PUF, 1960 [détail de l’édition]